# El dandy moribundo
El dandy moribundo (en sueco: Den döende dandyn) es una pintura al óleo del pintor sueco postimpresionista Nils von Dardel de 1918. Forma parte de la colección del Moderna Museet de Estocolmo (Suecia).

## Descripción
La obra muestra a un grupo de cuatro personajes —tres mujeres y un hombre— alrededor de la imagen central del dandy moribundo. La mano izquierda del moribundo cubre su pecho justo en el sitio del corazón, y la derecha tiene agarrado un espejo —«vivir y dormir en frente del espejo» según Charles Baudelaire es un símbolo de dandismo—. La cabeza descansa sobre la almohada, que sujetan las mujeres con una blusa azul y otra rosa. La tercera mujer de la blusa de color naranja, cubre con una colcha de color rojo con dibujos al moribundo. La figura más trágica se viste con elegancia, hermafrodita, un joven en una chaqueta de color lila, que está claramente llorando, secándose las lágrimas con un pañuelo. En el boceto realizado para esta pintura el autor había colocado dolientes masculinos, pero en los dos últimos de ellos los sustituyó con los personajes femeninos. 

## Interpretación
La interpretación de la pintura ha tenido muchas direcciones y con frecuencia se asocia con la biografía de Dardel, que podría ser el prototipo de un dandy de una pintura —un dandy que gira en círculos artísticos e intelectuales de París— estudió en el taller de Henri Matisse y su contacto con jóvenes homosexuales (como el coleccionista y artista Rolf de Maré). En 1918, sin embargo, Dardel conoció a una mujer, de la que se enamoró y con quien se casó más tarde. La imagen que representa la pintura podría ser, entonces, una forma de decir adiós a la edad de la vida llevada anteriormente.
De acuerdo con Mari Jungstedt, que escribió la novela El arte del asesino, en la que esta obra es robada, la mano en el pecho podría significar un corazón roto, o también para referirse a la enfermedad cardíaca que el artista sufrió y a causa de la cual finalmente murió en Nueva York. La desesperación del hombre también podría ser un homosexual, representado por Dardel, llorando por un sinfín de veces. El método de la representación de las mujeres trae a la mente la muerte de Cristo, la primera por un ángel con los dibujos de las hojas de palma detrás de ella en lugar de las alas. La segunda mujer a la cabeza del artista, vestida de azul característico color de la Virgen María, la última de las mujeres y sus vestidos rojos y morados se podría vincular con la figura de María Magdalena; el hombre llorando representaría a san Juan.

## Europeana 280
En abril de 2016, la pintura El dandy moribundo fue seleccionada como una de las diez más grandes obras artísticas de Suecia por el proyecto Europeana.